# 트루 마더스
《트루 마더스》(일본어: 朝が来る)는 2020년 개봉한 일본의 드라마 영화이다. 가와세 나오미가 감독과 공동각본을 맡았다. 2020년 칸 영화제에 공식 초청되었다. 2020 토론토 영화제에서 전 세계 최초로 공개되었다.

## 같이 보기
- 일본의 아카데미 국제영화상 출품작